# Jeanne De Dijn
Jeanne De Dijn (Wichelen, 24 december 1919 - Dendermonde 24 november 2013) was een Vlaamse beeldhouwster.

## Biografie
Jeanne De Dijn woonde vanaf 1923 in Dendermonde.  architectenbureau Ze studeerde beeldhouwkunst aan de Koninklijke Academie voor Schone Kunsten te Dendermonde, waar ze les kreeg van Alfred Courtens en Frans Van Ranst. In 1950 behaalde ze de gouden regeringsmedaille.
De Dijn maakte meerdere buitenlandse studiereizen, onder andere naar Spanje (in 1962), Egypte (in 1965), India (in 1969), Mexico en China (in 1981). Deze oefenden een grote invloed uit op haar latere werk, waarin mystiek, strakke monumentaliteit, en zuivere vormen belangrijke kenmerken zijn.

## Stijlkenmerken
In het begin van de jaren zestig ontwikkelde De Dijn een eigen stijl met afgeronde, vloeiende vormen en S-lijnen. Haar beeldhouwwerk bestaat uit een abstracte vormgeving met aandacht voor textuur. Een grote inspiratiebron voor De Dijn is de sculpturale natuur zoals rotswanden. Zo werd De Dijn tijdens haar reis in Spanje geïnspireerd door de textuur van de berg Montserrat. De meest voorkomende onderwerpen in de beeldhouwwerken van De Dijn zijn moederschap en intimiteit, zoals te zien in Geborgenheid uit 1963 en Moederschap uit 1962. Haar beeldhouwwerken zijn daarnaast ook religieus en symbolisch geladen. De vrouwenfiguren die ze beeldhouwt, bezitten dikwijls een hoekige lichaamsbouw, wat aansluit bij de stijl van het expressionisme. Haar beeldhouwwerken bestaan vooral uit cementsteen, gips en brons.

## Tentoonstellingen

### Individuele tentoonstellingen
1960: Belfortzaal in Aalst.
1962: Cultureel centrum van Koekelberg.
1963: Galerij Vyncke - Van Eyck in Gent. 
30/10/1966 - 11/11/1966: Galerij Vyncke - Van Eyck in Gent.  
1967: Provinciaal Museum Emile Verhaeren in Sint-Amands.  
28/06/1970 - 26/07/1970: Museum Dhondt-Dhaenens in Sint-Martens-Latem.   
16/10/1970 - 03/11/1970: Galerij Nova in Mechelen.   
1975: Latemse Galerij in Sint-Martens-Latem.    
1981: Kunstforum in Schelderode.    
27/061987 - 07/09/1987: Museum van Deinze en de Leiestreek.
1994: Stadhuis in Dendermonde.   

### Groepstentoonstellingen
1967: Paleis voor Schone Kunsten in Brussel.
1969: Kleine bronssculpturen in Kunstforum in Schelderode.
1969: Belgische week in Kopenhagen. 
1969: Galerie Belvedere in Praag.
1970: Narodna Galeria in Bratislava.
1974: openluchttentoonstelling in het Middelheimpark. 
1975: Vrouwelijke kunstenaars in Vlaanderen in Kredietbank in Brussel.
1975: De kunst midden in het leven in Galerij Nova in Mechelen.
1985: La Chambre Forte in Brussel.
1988: Vrouwen in de kunst in Beauvoorde.
1992 & 1994: De vrouw in de kunst in het cultureel centrum van Bredene.

## Beelden op openbare plaatsen
- Sint-Blasius (2002), Hoofdingang A.Z. Sint-Blasius, Dendermonde
- Ontplooiing (1999), Rotonde Oude Vest/Brusselsestraat, Dendermonde
- Kruisweg, CM-vakantiedomein Ter Duinen, Nieuwpoort

- Jeanne De Dijn ontwierp eveneens de Fugatrofee, de sculptuur die elk jaar door de Unie van Belgische Componisten uitgereikt wordt aan personen die tijdens hun loopbaan de Belgische muziek verdienstelijk hebben bevorderd.